# Galgenberg (Tongeren)
De Galgenberg is een beschermd landschap in de Tongerse deelgemeente Berg. De grootste hoogte bedraagt 123 meter.
De Galgenberg is bekend vanwege archeologische vondsten uit het neolithicum, en van een Romeinse villa. Er is een ontsluiting van de mergelhoudende zanden van Alden Biesen.
Het eiken-haagbeukenbos op deze plaats kenmerkt zich door een grote soortenrijkdom, waarbij vooral kalkminnende planten en voorjaarsbloeiers optreden.